# Stridshandsker
Stridshandsker er metal-klædte handsker, som også kan være forsynet med pigge på knoerne. Stridshandsker var i middelalderen ofte del af en ridders rustning. Disse skulle beskytte brugerens hænder under kamp, men kunne også bruges som våben, hvis situationen udviklede sig til nævekamp.